# سیلوین دسلاندز
سیلوین دسلاندز (انگلیسی: Sylvain Deslandes؛ زادهٔ ۲۵ آوریل ۱۹۹۷) بازیکن فوتبال اهل کامرون است.
از باشگاه‌هایی که در آن بازی کرده‌است می‌توان به باشگاه فوتبال دبرتسنی، باشگاه فوتبال بری، باشگاه فوتبال ولورهمپتون واندررز، و باشگاه فوتبال پورتسموث اشاره کرد.
وی همچنین در تیم‌های ملی فوتبال France national under-16 football team، زیر ۱۷ سال فرانسه، زیر ۱۸ سال فرانسه، زیر ۱۹ سال فرانسه، و زیر ۲۰ سال فرانسه بازی کرده‌است.